# 竄訪
窜访是中华人民共和国政府及其官方媒体使用的政治用语，含有贬义，形容北京政府所认定的“分离主义”人物或领导者出访第三方国家/地区的行为，或者第三国家/地区领导人物出访“分离主义地区”。也有出于特定原因的用法，比如日本前首相安倍晋三2013年访问非洲，就被中华人民共和国驻南苏丹大使马强称之为“窜访”。在“窜访”同样用于美国众议院议长佩洛西访问台湾后，随之成为流行用语。

## 概要

### 定義

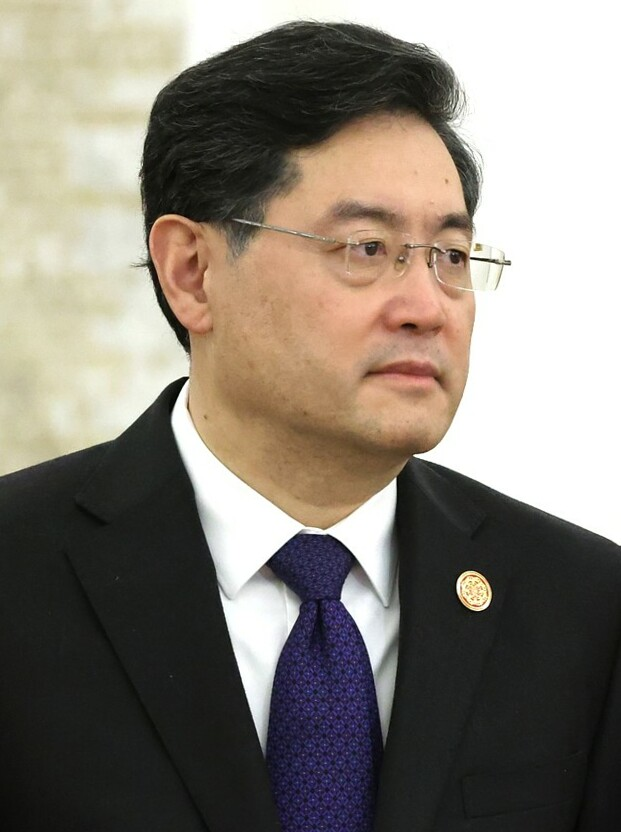
第12任中華人民共和國外交部長秦剛。其在2006年作為外交部發言人时提出“竄訪”一詞形容達賴喇嘛訪問歐洲国家。

2002年中国国务院侨务办公室《侨務工作硏究》称“中国政府为抗议美国允许李登辉窜访美国而召回李道豫大使”。2006年時任中华人民共和国外交部发言人秦刚回應第十四世达赖喇嘛丹增嘉措訪問以色列相關問題，稱“［……］達賴喇嘛四處竄訪，目的在于推动所谓‘西藏问题’国际化，分裂祖国”。“窜”字的繁体字“竄”可拆分為“穴鼠”，運用鼠類在中國傳統文化中的貶義色彩，意指對相關“訪問行為”的不予承認。澳大利亚国立大学讲师叶正道认为该词暗指“鬼祟”或“惹是生非”。曾引用過該詞彙的媒體包括人民日報、新華社及環球時報等中國共產黨媒體。
竄訪一詞在早期有“流竄訪問之意”。對中國大陸政府而言，達賴喇嘛流亡便是“流竄”，故稱“竄訪”。但在後期則發展成針對中國大陸定義的分離主義者訪問他國地區的行為——也有部分運用在他國人士訪問“分離主義地區”，同樣定性為“竄訪”。除達賴喇嘛外，中華民國總統陳水扁、李登輝及蔡英文訪問美國；熱比婭訪問澳大利亞；黄之锋、何韻詩前去美國眾議院聽證會；安倍晋三2013年出访非洲；美國眾議院議長南西·裴洛西在2022年訪問台灣都曾被中國大陸外交部或媒體定性為竄訪。国务院侨务办公室《侨務工作硏究》称“中国政府为抗议美国允许李登辉窜访美国而召回李道豫大使”。

### 翻譯
在某些特定場合，出於不予承認的立場，北京政府一般不會在中文語境使用“訪問”一詞，但在英文中使用的相應詞則為中性的“visit”；如2015年外交部發言人再次對達賴喇嘛出訪他國表示反對，稱其“竄訪”，然而英文口譯員則使用“visit”譯法。《華盛頓郵報》曾将窜访译为“sneaky visit”。《環球時報》也翻譯為“Sneaky visit”。《纽约时报》使用拼音“Cuanfang”加上注释“Connotes a sneaky or illicit encounter, not an aboveboard meeting”。中国外交部英译“窜访”时，同样用“Sneaky visit”指美众议长佩罗西的“窜台”。香港特别行政区英文媒体《南华早报》和《英文虎报》均曾窜访翻译成“Sneak visit”。  。

### 評論
有部分學者支持北京政府使用“竄訪”一詞，認為該詞形象地“体现了中国外交话语使用者的大智慧”描述了“分裂分子偷偷摸摸、四处流窜的贼鼠之貌”。中華民國大陸委員會則反對北京政府使用該詞，稱其“粗鄙蛮横”。也有人認為是一類“内宣”。华盛顿高等中国问题研究中心主席大卫·吉特则认为中方会为了某些“特定的外交目标”而修改对外的译法，因为她并不希望因迎合国内民族主义者选择的用词破坏这类目标；即使“窜访”一词正确翻译，使用该词仍会被视为违反正常的外交用词。

## 資料來源

### 文獻
1. ↑  . 国务院侨务办公室. 2002  [2023-09-28]. （原始内容存档于2023-09-28） （中文）.
2. 1 2 3 4  杨明星 李志丹. . 《中国翻译》. 2015, (2015年第5期).
3. 1 2 3 4 5 6 7 8  徐觅菲. . WHYNOT. 2022-08-03  [2023-03-09]. （原始内容存档于2022-12-05） （中文（繁體））.
4. 1 2 3 4 5  Kine, Phelim. . POLITICO.   [2023-03-10]. （原始内容存档于2023-03-10） （英语）.
5. 1 2 3 4  Luo, Jin. .   [2023-03-09]. （原始内容存档于2023-03-13） （美国英语）.
6. ↑  . 中华人民共和国外交部.   [2023-03-10]. （原始内容存档于2023-03-10） （中文（中国大陆））.
7. ↑  . 中华人民共和国外交部.   [2023-03-10]. （原始内容存档于2023-03-10） （中文（中国大陆））.
8. ↑  . 国务院侨务办公室. 2002  [2023-09-28]. （原始内容存档于2023-09-28） （中文）.
9. ↑  . Washington Post. 2021-09-10  [2023-03-09]. ISSN 0190-8286. （原始内容存档于2022-01-22） （美国英语）.
10. ↑  Daming Diao. . 環球時報英文版. 2021-09-10  [2023-03-09]. （原始内容存档于2022-08-08）.
11. ↑  Mozur, Paul; Chien, Amy Chang; Liu, John; Buckley, Chris. . The New York Times. 2022-08-02  [2024-02-12]. ISSN 0362-4331. （原始内容存档于2022-08-02） （美国英语）.
12. ↑  外交部 外交部网站. . 2022-08-07  [2024-01-21]. （原始内容存档于2022-08-08）.
13. ↑  . South China Morning Post. 2022-08-03  [2024-02-12]. （原始内容存档于2022-10-03） （英语）.
14. ↑  Standard, The. . The Standard.   [2024-02-12]. （原始内容存档于2022-08-15） （英语）.
15. ↑  Standard, The. . The Standard.   [2024-02-12] （英语）.
16. ↑  Standard, The. . The Standard.   [2024-02-12] （英语）.
17. ↑  锺辰芳. . 美国之音. 2018-08-21  [2023-03-09]. （原始内容存档于2018-08-21） （中文（繁體））.